# Radicaal 95
Radicaal 95 is een van de 23 van de 214 Kangxi-radicalen dat bestaat uit vijf strepen.
In het Kangxi-woordenboek zijn er slechts 6 karakters die dit radicaal gebruiken.

## Karakters met het radicaal 95
| Strepen | Karakter |
| ------- | -------- |
| + 0     | 玄       |
| + 4     | 玅       |
| + 5     | 玆       |
| + 6     | 率 玈    |

Bronskarakter
Groot zegelkarakter
Klein zegelkarakter